# Albion (Michigan)
Pour les articles homonymes, voir Albion (homonymie).
Albion est une cité américaine du Michigan qui fait partie du comté de Calhoun. Sa population était de 9 144 durant le recensement de 2000.
Elle a la réputation d'être une « ville-usine » depuis la présence de plusieurs manufactures majeures depuis le XIXe siècle.

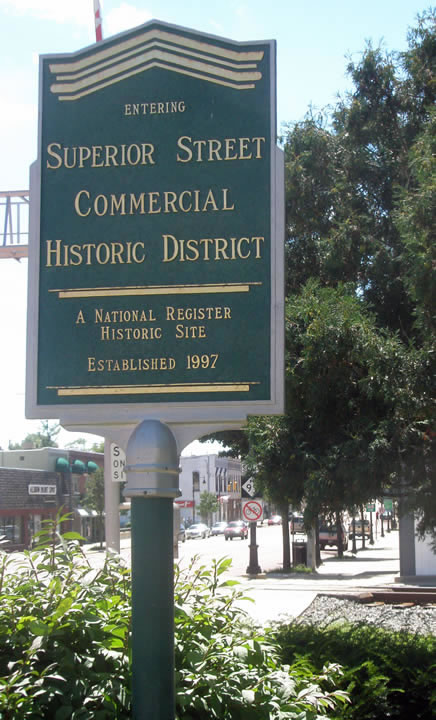
La rue principale historique en briques d'Albion - posée pour la première fois en 1903 et reconstruite avec des briques d'argile cuites au four et posées à la main en 1993.

On trouve sur le territoire de la ville l’Albion College, une université privée d'arts libéraux, avec une population estudiantine d’environ 1 950.

## Géographie
D'après le bureau du recensement des États-Unis, Albion a une superficie totale de 12 km2, dont environ 12 km2 de terre et 0,1 km2 (moins de 1 %) d'eau.
Elle est située à la confluence des branches Nord et Sud des ruisseaux Kalamazoo qui forment à cet endroit la rivière Kalamazoo.

## Jumelage
Albion est jumelée avec deux villes françaises :
- Bailly (Yvelines) (France)
- Noisy-le-Roi (France)

## Manifestations culturelles et festivités
- Le Festival of the Forks se déroule chaque année à Albion depuis 1967 pour célébrer l'héritage amérindien de la ville.

## Personnalité liée à la commune
- L'autrice Ada Iddings Gale a vécu à Albion (avenue Irwin) et y est enterrée[1].
- Le producteur et bassiste Bill Laswell a grandi à Albion.